# Запах жінки (фільм, 1974)
«Запах жінки» (італ. Profumo di donna) — фільм 1974 року італійського режисера Діно Різі. Екранізація роману Джованні Арпіно «Морок і мед» (Il buio e il miele, 1969). Приз МКФ і премія «Сезар».

## Сюжет
Осліплий внаслідок вибуху капітан Фаусто Консольо (Віторіо Гасман) у супроводі ординарця Чічо (Алесандро Момо), вирушає в подорож за маршрутом Турин — Генуя — Рим — Неаполь, щоб зустрітися з кузеном та армійським товаришем Вінченцо (Торіндо Бернарді), який, як і він, постраждав у тому самому інциденті. Капітан все ще залишається великим цінителем жінок, та тепер він їх не бачить, зате загостреним нюхом відчуває їх притягальний запах.

## Ролі виконують
- Віторіо Гасман — капітан Фаусто Консольо
- Алесандро Момо — Джованні Бертацці, «Чічо»
- Агостіна Беллі — Сара
- Мойра Орфей — Мірка
- Торіндо Бернарді — Вінченцо
- Франко Річчі[it] — Тененте Джакоміно

## Навколо фільму
- Молодий актор Алесандро Момо, який грав роль Джованні Бертацці у фільмі, загинув 20 листопада 1974 в аварії на мотоциклі в Римі через кілька тижнів після зйомок фільму, тому він не бачив презентації фільму.

## Нагороди
- 1975 Премія Каннського кінофестивалю:
  - за найкращу чоловічу роль — Вітторіо Ґассман
- 1975 Премія Давида ді Донателло[1]:
  - за найкращу режисерську роботу — Діно Різі
  - за найкращу чоловічу роль — Вітторіо Ґассман
- 1975 Премія «Італійський Золотий глобус» Римської асоціації іноземної преси (італ. Globo d'oro):
  - за найкраще одкровення жіночої ролі[it] — Агостіна Беллі
- 1975 Нагорода «Золоті чаші», Італія (Golden Goblets, Italy):
  - найкращому акторові — Вітторіо Ґассман
- 1975 Премія «Срібна стрічка» Італійського національного синдикату кіножурналістів:
  - найкращому акторові — Вітторіо Ґассман
- 1976 Національна кінопремія Франції «Сезар »:
  - за найкращий фільм іноземною мовою — Діно Різі